# Diapedeza
Diapedeza (łac. diapedesis) – proces przechodzenia leukocytów przez śródbłonek żyłek z udziałem adhezyjnych glikoprotein (integryn i selektyn) do płynu śródmiąższowego tkanek, w których wystąpiło zapalenie. Za pomocą selektyny płynące z krwią leukocyty najpierw wiążą się słabo z glikoproteinami komórek śródbłonka (np. z adresyną lub glikoproteiną podobną do immunoglobuliny), co doprowadza do toczenia się po powierzchni śródbłonka. Następnie za pomocą integryn wiążą się mocniej z tą powierzchnią, zatrzymują się i przechodzą przez ścianę naczynia.

Etapy diapedezy.